# 勝浦市立北中学校
勝浦市立北中学校（かつうらしりつ きたちゅうがっこう）は、千葉県勝浦市小羽戸に存在した公立中学校。

## 通学地区
- 上野地区全域、浜行川（興津地区）の一部、および旧新戸小学区を除く総野地区。希望により東急リゾートタウン内、大多喜町会所も可。
  - 勝浦市立総野小学校
  - 勝浦市立上野小学校
- 新戸小学校は本来、総野中学校の学区であったが、北中学校への統合後、通学の便への考慮から勝浦中学校へと学区が変更となった（年代不明）。

## 歴史

### 勝浦市立上野中学校
- 1947年（昭和22年） - 「上野村立上野中学校」として開校
- 1955年（昭和30年） - 新校舎落成・学校給食開始・市町村合併に伴い、「勝浦町立上野中学校」へ改称
- 1958年（昭和33年） - 市制施行に伴い、「勝浦市立上野中学校」へ改称
- 1963年（昭和38年） - 体育館落成
- 1969年（昭和44年） - 北中学校への統合に伴い、閉校。校舎等は隣接の上野小学校に引き継がれる。

### 勝浦市立総野中学校
- 1947年（昭和22年） - 「総野村立総野中学校」として開校
- 1955年（昭和30年） - 市町村合併に伴い、「勝浦町立総野中学校」へ改称
- 1958年（昭和33年） - 市制施行に伴い、「勝浦市立総野中学校」へ改称
- 1969年（昭和44年） - 北中学校への統合に伴い、閉校。校舎等は隣接の総野小学校に引き継がれる。

### 勝浦市立北中学校
- 1970年（昭和45年） - 上野中学校と総野中学校が合併し、「勝浦市立北中学校」設立
- 1971年（昭和46年） - 新校舎落成
- 1972年（昭和47年） - 体育館落成
- 1973年（昭和48年） - 校歌制定
- 1975年（昭和50年） - 武道館落成
- 1991年（平成3年） - プール落成・校舎大規模改修
- 1992年（平成4年） - コンピュータ室設置・体育館改修
- 2017年（平成29年）- 3月18日閉校式。勝浦中学校との統合に伴い閉校。
- 2017年（平成29年）- 11月7日から8日 日本テレビ系ダウンタウンのガキの使いやあらへんで!大晦日年越しSP絶対に笑ってはいけないアメリカンポリス24時!のロケ地。放送日は2017年（平成29年）12月31日。
- 2018年（平成30年）- 11月5日から6日 日本テレビ系ダウンタウンのガキの使いやあらへんで!大晦日年越しSP絶対に笑ってはいけないトレジャーハンター24時!のロケ地。放送日は2018年（平成30年）12月31日。

## 教育目標
自らの夢を大切にし、社会の変化に主体的に対応できる、心豊かで活力のある生徒の育成
1. 自ら課題を持ち、意欲的に学習する生徒
2. 思いやりがあり、正しい判断と行動のできる生徒
3. 心身ともに健康で、活力のある生徒
4. 郷土を理解し、大切にする生徒